# Eczemotes undata
Eczemotes undata là một loài bọ cánh cứng trong họ Cerambycidae.